# Tournoi de France de rugby à sept 2017
Navigation
2016 2018
Le Tournoi de France de rugby à sept 2017 est la neuvième étape de la saison 2016-2017 du World Rugby Sevens Series. Elle se déroule sur deux jours du 13 au 14 mai 2017 au Stade Jean-Bouin de Paris en France.
L'équipe d'Afrique du Sud remporte son cinquième tournoi de l'année face à l'Écosse par trois essais non transformés à un en finale (15-5). Les deux équipes s'étaient aussi affrontées en phase de poules pour une victoire écossaise. Cette victoire sud-africaine signifie que les Blitzboks ne peuvent plus être rejoints au classement général. Les Écossais gagnent deux places tandis que l'Angleterre, qui organise le dernier tournoi de la saison, passe en deuxième position.

## Équipes participantes
Seize équipes participent au tournoi (quinze équipes permanentes plus une invitée) :
- Afrique du Sud
- Angleterre
- Argentine
- Australie
- Canada
- Écosse
- États-Unis
- France
- Fidji
- Pays de Galles
- Japon
- Kenya
- Nouvelle-Zélande
- Russie
- Samoa
- Espagne (invitée)

## Tournoi principal

### Phase de poules

#### Poule A
| Rang | Pays           | J | V | N | D | Pm | Pe | Diff | Pts |
| ---- | -------------- | - | - | - | - | -- | -- | ---- | --- |
| 1    | Écosse         | 3 | 3 | 0 | 0 | 76 | 45 | +31  | 9   |
| 2    | Afrique du Sud | 3 | 2 | 0 | 1 | 78 | 31 | +47  | 7   |
| 3    | Canada         | 3 | 1 | 0 | 2 | 47 | 64 | -17  | 5   |
| 4    | Japon          | 3 | 0 | 0 | 3 | 26 | 87 | -61  | 3   |

| 13 mai 2017 11 h 28 UTC+02:00 | Afrique du Sud | 12 - 19 | Écosse       | Stade Jean-Bouin, Paris |
| 13 mai 2017 11 h 28 UTC+02:00 | Essai(s) : 2   |         | Essai(s) : 3 | Stade Jean-Bouin, Paris |
| 13 mai 2017 11 h 28 UTC+02:00 |                |         |              | Stade Jean-Bouin, Paris |

| 13 mai 2017 11 h 50 UTC+02:00 | Canada       | 21 - 7 | Japon        | Stade Jean-Bouin, Paris |
| 13 mai 2017 11 h 50 UTC+02:00 | Essai(s) : 3 |        | Essai(s) : 1 | Stade Jean-Bouin, Paris |
| 13 mai 2017 11 h 50 UTC+02:00 |              |        |              | Stade Jean-Bouin, Paris |

| 13 mai 2017 14 h 54 UTC+02:00 | Afrique du Sud | 35 - 5 | Japon        | Stade Jean-Bouin, Paris |
| 13 mai 2017 14 h 54 UTC+02:00 | Essai(s) : 5   |        | Essai(s) : 1 | Stade Jean-Bouin, Paris |
| 13 mai 2017 14 h 54 UTC+02:00 |                |        |              | Stade Jean-Bouin, Paris |

| 13 mai 2017 15 h 16 UTC+02:00 | Canada       | 19 - 26 | Écosse       | Stade Jean-Bouin, Paris |
| 13 mai 2017 15 h 16 UTC+02:00 | Essai(s) : 3 |         | Essai(s) : 4 | Stade Jean-Bouin, Paris |
| 13 mai 2017 15 h 16 UTC+02:00 |              |         |              | Stade Jean-Bouin, Paris |

| 13 mai 2017 18 h 20 UTC+02:00 | Écosse       | 31 - 14 | Japon        | Stade Jean-Bouin, Paris |
| 13 mai 2017 18 h 20 UTC+02:00 | Essai(s) : 5 |         | Essai(s) : 2 | Stade Jean-Bouin, Paris |
| 13 mai 2017 18 h 20 UTC+02:00 |              |         |              | Stade Jean-Bouin, Paris |

| 13 mai 2017 18 h 42 UTC+02:00 | Canada       | 7 - 31 | Afrique du Sud | Stade Jean-Bouin, Paris |
| 13 mai 2017 18 h 42 UTC+02:00 | Essai(s) : 1 |        | Essai(s) : 5   | Stade Jean-Bouin, Paris |
| 13 mai 2017 18 h 42 UTC+02:00 |              |        |                | Stade Jean-Bouin, Paris |

#### Poule B
| Rang | Pays             | J | V | N | D | Pm | Pe | Diff | Pts |
| ---- | ---------------- | - | - | - | - | -- | -- | ---- | --- |
| 1    | Nouvelle-Zélande | 3 | 3 | 0 | 0 | 74 | 35 | +39  | 9   |
| 2    | États-Unis       | 3 | 2 | 0 | 1 | 78 | 60 | +18  | 7   |
| 3    | Pays de Galles   | 3 | 1 | 0 | 2 | 68 | 92 | -24  | 5   |
| 4    | Argentine        | 3 | 0 | 0 | 3 | 61 | 94 | -33  | 3   |

| 13 mai 2017 10 h 44 UTC+02:00 | Nouvelle-Zélande | 26 - 7 | Pays de Galles | Stade Jean-Bouin, Paris |
| 13 mai 2017 10 h 44 UTC+02:00 | Essai(s) : 4     |        | Essai(s) : 1   | Stade Jean-Bouin, Paris |
| 13 mai 2017 10 h 44 UTC+02:00 |                  |        |                | Stade Jean-Bouin, Paris |

| 13 mai 2017 11 h 06 UTC+02:00 | États-Unis   | 26 - 19 | Argentine    | Stade Jean-Bouin, Paris |
| 13 mai 2017 11 h 06 UTC+02:00 | Essai(s) : 4 |         | Essai(s) : 3 | Stade Jean-Bouin, Paris |
| 13 mai 2017 11 h 06 UTC+02:00 |              |         |              | Stade Jean-Bouin, Paris |

| 13 mai 2017 14 h 10 UTC+02:00 | Nouvelle-Zélande | 21 - 14 | Argentine    | Stade Jean-Bouin, Paris |
| 13 mai 2017 14 h 10 UTC+02:00 | Essai(s) : 3     |         | Essai(s) : 2 | Stade Jean-Bouin, Paris |
| 13 mai 2017 14 h 10 UTC+02:00 |                  |         |              | Stade Jean-Bouin, Paris |

| 13 mai 2017 14 h 32 UTC+02:00 | États-Unis   | 38 - 14 | Pays de Galles | Stade Jean-Bouin, Paris |
| 13 mai 2017 14 h 32 UTC+02:00 | Essai(s) : 6 |         | Essai(s) : 2   | Stade Jean-Bouin, Paris |
| 13 mai 2017 14 h 32 UTC+02:00 |              |         |                | Stade Jean-Bouin, Paris |

| 13 mai 2017 17 h 36 UTC+02:00 | Pays de Galles | 47 - 28 | Argentine    | Stade Jean-Bouin, Paris |
| 13 mai 2017 17 h 36 UTC+02:00 | Essai(s) : 7   |         | Essai(s) : 4 | Stade Jean-Bouin, Paris |
| 13 mai 2017 17 h 36 UTC+02:00 |                |         |              | Stade Jean-Bouin, Paris |

| 13 mai 2017 17 h 58 UTC+02:00 | États-Unis   | 14 - 27 | Nouvelle-Zélande | Stade Jean-Bouin, Paris |
| 13 mai 2017 17 h 58 UTC+02:00 | Essai(s) : 2 |         | Essai(s) : 5     | Stade Jean-Bouin, Paris |
| 13 mai 2017 17 h 58 UTC+02:00 |              |         |                  | Stade Jean-Bouin, Paris |

#### Poule C
| Rang | Pays       | J | V | N | D | Pm | Pe | Diff | Pts |
| ---- | ---------- | - | - | - | - | -- | -- | ---- | --- |
| 1    | Angleterre | 3 | 2 | 1 | 0 | 67 | 19 | +48  | 8   |
| 2    | France     | 3 | 2 | 0 | 1 | 60 | 38 | +22  | 7   |
| 3    | Kenya      | 3 | 1 | 1 | 1 | 52 | 46 | +6   | 6   |
| 4    | Espagne    | 3 | 0 | 0 | 3 | 14 | 90 | -76  | 3   |

| 13 mai 2017 12 h 12 UTC+02:00 | Kenya        | 14 - 20 | France       | Stade Jean-Bouin, Paris |
| 13 mai 2017 12 h 12 UTC+02:00 | Essai(s) : 2 |         | Essai(s) : 4 | Stade Jean-Bouin, Paris |
| 13 mai 2017 12 h 12 UTC+02:00 |              |         |              | Stade Jean-Bouin, Paris |

| 13 mai 2017 12 h 34 UTC+02:00 | Angleterre   | 31 - 0 | Espagne      | Stade Jean-Bouin, Paris |
| 13 mai 2017 12 h 34 UTC+02:00 | Essai(s) : 5 |        | Essai(s) : 0 | Stade Jean-Bouin, Paris |
| 13 mai 2017 12 h 34 UTC+02:00 |              |        |              | Stade Jean-Bouin, Paris |

| 13 mai 2017 15 h 38 UTC+02:00 | Kenya        | 26 - 14 | Espagne      | Stade Jean-Bouin, Paris |
| 13 mai 2017 15 h 38 UTC+02:00 | Essai(s) : 4 |         | Essai(s) : 2 | Stade Jean-Bouin, Paris |
| 13 mai 2017 15 h 38 UTC+02:00 |              |         |              | Stade Jean-Bouin, Paris |

| 13 mai 2017 16 h 00 UTC+02:00 | Angleterre   | 24 - 7 | France       | Stade Jean-Bouin, Paris |
| 13 mai 2017 16 h 00 UTC+02:00 | Essai(s) : 4 |        | Essai(s) : 1 | Stade Jean-Bouin, Paris |
| 13 mai 2017 16 h 00 UTC+02:00 |              |        |              | Stade Jean-Bouin, Paris |

| 13 mai 2017 19 h 04 UTC+02:00 | France       | 33 - 0 | Espagne      | Stade Jean-Bouin, Paris |
| 13 mai 2017 19 h 04 UTC+02:00 | Essai(s) : 5 |        | Essai(s) : 0 | Stade Jean-Bouin, Paris |
| 13 mai 2017 19 h 04 UTC+02:00 |              |        |              | Stade Jean-Bouin, Paris |

| 13 mai 2017 19 h 26 UTC+02:00 | Angleterre   | 12 - 12 | Kenya        | Stade Jean-Bouin, Paris |
| 13 mai 2017 19 h 26 UTC+02:00 | Essai(s) : 2 |         | Essai(s) : 2 | Stade Jean-Bouin, Paris |
| 13 mai 2017 19 h 26 UTC+02:00 |              |         |              | Stade Jean-Bouin, Paris |

#### Poule D
| Rang | Pays      | J | V | N | D | Pm | Pe | Diff | Pts |
| ---- | --------- | - | - | - | - | -- | -- | ---- | --- |
| 1    | Samoa     | 3 | 2 | 1 | 0 | 59 | 50 | +9   | 8   |
| 2    | Fidji     | 3 | 2 | 0 | 1 | 92 | 33 | +59  | 7   |
| 3    | Australie | 3 | 1 | 0 | 2 | 47 | 64 | -17  | 5   |
| 4    | Russie    | 3 | 0 | 1 | 2 | 31 | 92 | -61  | 4   |

| 13 mai 2017 10 h 00 UTC+02:00 | Fidji        | 17 - 19 | Samoa        | Stade Jean-Bouin, Paris |
| 13 mai 2017 10 h 00 UTC+02:00 | Essai(s) : 3 |         | Essai(s) : 3 | Stade Jean-Bouin, Paris |
| 13 mai 2017 10 h 00 UTC+02:00 |              |         |              | Stade Jean-Bouin, Paris |

| 13 mai 2017 10 h 22 UTC+02:00 | Australie    | 19 - 12 | Russie       | Stade Jean-Bouin, Paris |
| 13 mai 2017 10 h 22 UTC+02:00 | Essai(s) : 3 |         | Essai(s) : 2 | Stade Jean-Bouin, Paris |
| 13 mai 2017 10 h 22 UTC+02:00 |              |         |              | Stade Jean-Bouin, Paris |

| 13 mai 2017 13 h 26 UTC+02:00 | Fidji        | 54 - 0 | Russie       | Stade Jean-Bouin, Paris |
| 13 mai 2017 13 h 26 UTC+02:00 | Essai(s) : 8 |        | Essai(s) : 0 | Stade Jean-Bouin, Paris |
| 13 mai 2017 13 h 26 UTC+02:00 |              |        |              | Stade Jean-Bouin, Paris |

| 13 mai 2017 13 h 48 UTC+02:00 | Australie    | 14 - 21 | Samoa        | Stade Jean-Bouin, Paris |
| 13 mai 2017 13 h 48 UTC+02:00 | Essai(s) : 2 |         | Essai(s) : 3 | Stade Jean-Bouin, Paris |
| 13 mai 2017 13 h 48 UTC+02:00 |              |         |              | Stade Jean-Bouin, Paris |

| 13 mai 2017 16 h 52 UTC+02:00 | Samoa        | 19 - 19 | Russie       | Stade Jean-Bouin, Paris |
| 13 mai 2017 16 h 52 UTC+02:00 | Essai(s) : 3 |         | Essai(s) : 3 | Stade Jean-Bouin, Paris |
| 13 mai 2017 16 h 52 UTC+02:00 |              |         |              | Stade Jean-Bouin, Paris |

| 13 mai 2017 17 h 14 UTC+02:00 | Australie    | 14 - 31 | Fidji        | Stade Jean-Bouin, Paris |
| 13 mai 2017 17 h 14 UTC+02:00 | Essai(s) : 2 |         | Essai(s) : 5 | Stade Jean-Bouin, Paris |
| 13 mai 2017 17 h 14 UTC+02:00 |              |         |              | Stade Jean-Bouin, Paris |

## Phase finale
Résultats de la phase finale.

### Trophées

#### Cup
|  | Quarts de finale                | Quarts de finale                |                                 |                                 | Demi-finales                    | Demi-finales                    |   |  | Finale                          | Finale                          |
|  | Quarts de finale                | Quarts de finale                |                                 |                                 | Demi-finales                    | Demi-finales                    |   |  | Finale                          | Finale                          |
|  |                                 |                                 |                                 |                                 |                                 |                                 |   |  |                                 |                                 |
|  | 14 mai 2017 - 10 h 28 UTC+02:00 | 14 mai 2017 - 10 h 28 UTC+02:00 |                                 |                                 | 14 mai 2017 - 14 h 18 UTC+02:00 | 14 mai 2017 - 14 h 18 UTC+02:00 |   |  | 14 mai 2017 - 17 h 33 UTC+02:00 | 14 mai 2017 - 17 h 33 UTC+02:00 |
|  | 14 mai 2017 - 10 h 28 UTC+02:00 | 14 mai 2017 - 10 h 28 UTC+02:00 |                                 |                                 | 14 mai 2017 - 14 h 18 UTC+02:00 | 14 mai 2017 - 14 h 18 UTC+02:00 |   |  | 14 mai 2017 - 17 h 33 UTC+02:00 | 14 mai 2017 - 17 h 33 UTC+02:00 |
|  | Écosse                          | 24                              |                                 |                                 | 14 mai 2017 - 14 h 18 UTC+02:00 | 14 mai 2017 - 14 h 18 UTC+02:00 |   |  | 14 mai 2017 - 17 h 33 UTC+02:00 | 14 mai 2017 - 17 h 33 UTC+02:00 |
|  | Écosse                          | 24                              |                                 |                                 | 14 mai 2017 - 14 h 18 UTC+02:00 | 14 mai 2017 - 14 h 18 UTC+02:00 |   |  | 14 mai 2017 - 17 h 33 UTC+02:00 | 14 mai 2017 - 17 h 33 UTC+02:00 |
|  | Fidji                           | 0                               |                                 |                                 | 14 mai 2017 - 14 h 18 UTC+02:00 | 14 mai 2017 - 14 h 18 UTC+02:00 |   |  | 14 mai 2017 - 17 h 33 UTC+02:00 | 14 mai 2017 - 17 h 33 UTC+02:00 |
|  | Fidji                           | 0                               | Écosse                          | 19                              |                                 |                                 |   |  | 14 mai 2017 - 17 h 33 UTC+02:00 | 14 mai 2017 - 17 h 33 UTC+02:00 |
|  | 14 mai 2017 - 10 h 50 UTC+02:00 |                                 | Écosse                          | 19                              |                                 |                                 |   |  | 14 mai 2017 - 17 h 33 UTC+02:00 | 14 mai 2017 - 17 h 33 UTC+02:00 |
|  |                                 | Angleterre                      | 17                              |                                 |                                 |                                 |   |  | 14 mai 2017 - 17 h 33 UTC+02:00 | 14 mai 2017 - 17 h 33 UTC+02:00 |
|  | Angleterre                      | Angleterre                      | 17                              | 26                              |                                 |                                 |   |  | 14 mai 2017 - 17 h 33 UTC+02:00 | 14 mai 2017 - 17 h 33 UTC+02:00 |
|  | Angleterre                      |                                 |                                 | 26                              |                                 |                                 |   |  | 14 mai 2017 - 17 h 33 UTC+02:00 | 14 mai 2017 - 17 h 33 UTC+02:00 |
|  | États-Unis                      | 12                              |                                 |                                 |                                 |                                 |   |  | 14 mai 2017 - 17 h 33 UTC+02:00 | 14 mai 2017 - 17 h 33 UTC+02:00 |
|  | États-Unis                      | 12                              | Écosse                          | 5                               |                                 |                                 |   |  |                                 |                                 |
|  | 14 mai 2017 - 11 h 12 UTC+02:00 |                                 | Écosse                          | 5                               |                                 |                                 |   |  |                                 |                                 |
|  |                                 | Afrique du Sud                  | 15                              |                                 |                                 |                                 |   |  |                                 |                                 |
|  | Samoa                           | Afrique du Sud                  | 15                              | 0                               |                                 |                                 |   |  |                                 |                                 |
|  | Samoa                           | 14 mai 2017 - 14 h 40 UTC+02:00 |                                 | 0                               |                                 |                                 |   |  |                                 |                                 |
|  | Afrique du Sud                  | 12                              |                                 |                                 |                                 |                                 |   |  |                                 |                                 |
|  | Afrique du Sud                  | 12                              | Afrique du Sud                  | 26                              |                                 |                                 |   |  |                                 |                                 |
|  | 14 mai 2017 - 11 h 34 UTC+02:00 | 14 mai 2017 - 11 h 34 UTC+02:00 | Afrique du Sud                  | 26                              | Match pour la 3e place          | Match pour la 3e place          |   |  |                                 |                                 |
|  | 14 mai 2017 - 11 h 34 UTC+02:00 | 14 mai 2017 - 11 h 34 UTC+02:00 |                                 | Nouvelle-Zélande                | Match pour la 3e place          | Match pour la 3e place          | 5 |  |                                 |                                 |
|  | Nouvelle-Zélande                | 14                              | 14 mai 2017 - 17 h 08 UTC+02:00 | 14 mai 2017 - 17 h 08 UTC+02:00 |                                 |                                 | 5 |  |                                 |                                 |
|  | Nouvelle-Zélande                | 14                              | 14 mai 2017 - 17 h 08 UTC+02:00 | 14 mai 2017 - 17 h 08 UTC+02:00 |                                 |                                 |   |  |                                 |                                 |
|  | France                          | 0                               |                                 | Angleterre                      | 5                               |                                 |   |  |                                 |                                 |
|  | France                          | 0                               |                                 | Angleterre                      | 5                               |                                 |   |  |                                 |                                 |
|  |                                 |                                 |                                 |                                 |                                 |                                 |   |  | Nouvelle-Zélande                | 12                              |
|  |                                 |                                 |                                 |                                 |                                 |                                 |   |  | Nouvelle-Zélande                | 12                              |

#### Challenge Trophy
|  | Quarts de finale                | Quarts de finale                |           |    | Demi-finales                    | Demi-finales                    |  |  | Finale                          | Finale                          |
|  | Quarts de finale                | Quarts de finale                |           |    | Demi-finales                    | Demi-finales                    |  |  | Finale                          | Finale                          |
|  |                                 |                                 |           |    |                                 |                                 |  |  |                                 |                                 |
|  | 14 mai 2017 - 9 h 00 UTC+02:00  | 14 mai 2017 - 9 h 00 UTC+02:00  |           |    | 14 mai 2017 - 12 h 50 UTC+02:00 | 14 mai 2017 - 12 h 50 UTC+02:00 |  |  | 14 mai 2017 - 15 h 59 UTC+02:00 | 14 mai 2017 - 15 h 59 UTC+02:00 |
|  | 14 mai 2017 - 9 h 00 UTC+02:00  | 14 mai 2017 - 9 h 00 UTC+02:00  |           |    | 14 mai 2017 - 12 h 50 UTC+02:00 | 14 mai 2017 - 12 h 50 UTC+02:00 |  |  | 14 mai 2017 - 15 h 59 UTC+02:00 | 14 mai 2017 - 15 h 59 UTC+02:00 |
|  | Canada                          | 33                              |           |    | 14 mai 2017 - 12 h 50 UTC+02:00 | 14 mai 2017 - 12 h 50 UTC+02:00 |  |  | 14 mai 2017 - 15 h 59 UTC+02:00 | 14 mai 2017 - 15 h 59 UTC+02:00 |
|  | Canada                          | 33                              |           |    | 14 mai 2017 - 12 h 50 UTC+02:00 | 14 mai 2017 - 12 h 50 UTC+02:00 |  |  | 14 mai 2017 - 15 h 59 UTC+02:00 | 14 mai 2017 - 15 h 59 UTC+02:00 |
|  | Russie                          | 0                               |           |    | 14 mai 2017 - 12 h 50 UTC+02:00 | 14 mai 2017 - 12 h 50 UTC+02:00 |  |  | 14 mai 2017 - 15 h 59 UTC+02:00 | 14 mai 2017 - 15 h 59 UTC+02:00 |
|  | Russie                          | 0                               | Canada    | 14 |                                 |                                 |  |  | 14 mai 2017 - 15 h 59 UTC+02:00 | 14 mai 2017 - 15 h 59 UTC+02:00 |
|  | 14 mai 2017 - 9 h 22 UTC+02:00  |                                 | Canada    | 14 |                                 |                                 |  |  | 14 mai 2017 - 15 h 59 UTC+02:00 | 14 mai 2017 - 15 h 59 UTC+02:00 |
|  |                                 | Argentine                       | 15        |    |                                 |                                 |  |  | 14 mai 2017 - 15 h 59 UTC+02:00 | 14 mai 2017 - 15 h 59 UTC+02:00 |
|  | Kenya                           | Argentine                       | 15        | 7  |                                 |                                 |  |  | 14 mai 2017 - 15 h 59 UTC+02:00 | 14 mai 2017 - 15 h 59 UTC+02:00 |
|  | Kenya                           |                                 |           | 7  |                                 |                                 |  |  | 14 mai 2017 - 15 h 59 UTC+02:00 | 14 mai 2017 - 15 h 59 UTC+02:00 |
|  | Argentine                       | 12                              |           |    |                                 |                                 |  |  | 14 mai 2017 - 15 h 59 UTC+02:00 | 14 mai 2017 - 15 h 59 UTC+02:00 |
|  | Argentine                       | 12                              | Argentine | 33 |                                 |                                 |  |  |                                 |                                 |
|  | 14 mai 2017 - 9 h 44 UTC+02:00  |                                 | Argentine | 33 |                                 |                                 |  |  |                                 |                                 |
|  |                                 | Australie                       | 12        |    |                                 |                                 |  |  |                                 |                                 |
|  | Australie                       | Australie                       | 12        | 28 |                                 |                                 |  |  |                                 |                                 |
|  | Australie                       | 14 mai 2017 - 13 h 12 UTC+02:00 |           | 28 |                                 |                                 |  |  |                                 |                                 |
|  | Japon                           | 19                              |           |    |                                 |                                 |  |  |                                 |                                 |
|  | Japon                           | 19                              | Australie | 14 |                                 |                                 |  |  |                                 |                                 |
|  | 14 mai 2017 - 10 h 06 UTC+02:00 |                                 | Australie | 14 |                                 |                                 |  |  |                                 |                                 |
|  |                                 | Pays de Galles                  | 12        |    |                                 |                                 |  |  |                                 |                                 |
|  | Pays de Galles                  | Pays de Galles                  | 12        | 26 |                                 |                                 |  |  |                                 |                                 |
|  | Pays de Galles                  |                                 |           | 26 |                                 |                                 |  |  |                                 |                                 |
|  | Espagne                         | 14                              |           |    |                                 |                                 |  |  |                                 |                                 |
|  | Espagne                         | 14                              |           |    |                                 |                                 |  |  |                                 |                                 |

### Matchs de classement

#### Challenge 13e place
|  | Demi-finales                    | Demi-finales                    |        |    | Finale                          | Finale                          |
|  | Demi-finales                    | Demi-finales                    |        |    | Finale                          | Finale                          |
|  |                                 |                                 |        |    |                                 |                                 |
|  | 14 mai 2017 - 12 h 06 UTC+02:00 | 14 mai 2017 - 12 h 06 UTC+02:00 |        |    | 14 mai 2017 - 15 h 37 UTC+02:00 | 14 mai 2017 - 15 h 37 UTC+02:00 |
|  | 14 mai 2017 - 12 h 06 UTC+02:00 | 14 mai 2017 - 12 h 06 UTC+02:00 |        |    | 14 mai 2017 - 15 h 37 UTC+02:00 | 14 mai 2017 - 15 h 37 UTC+02:00 |
|  | Russie                          | 15                              |        |    | 14 mai 2017 - 15 h 37 UTC+02:00 | 14 mai 2017 - 15 h 37 UTC+02:00 |
|  | Russie                          | 15                              |        |    | 14 mai 2017 - 15 h 37 UTC+02:00 | 14 mai 2017 - 15 h 37 UTC+02:00 |
|  | Kenya                           | 7                               |        |    | 14 mai 2017 - 15 h 37 UTC+02:00 | 14 mai 2017 - 15 h 37 UTC+02:00 |
|  | Kenya                           | 7                               | Russie | 10 |                                 |                                 |
|  | 14 mai 2017 - 12 h 28 UTC+02:00 |                                 | Russie | 10 |                                 |                                 |
|  |                                 | Japon                           | 19     |    |                                 |                                 |
|  | Japon                           | Japon                           | 19     | 26 |                                 |                                 |
|  | Japon                           |                                 |        | 26 |                                 |                                 |
|  | Espagne                         | 19                              |        |    |                                 |                                 |
|  | Espagne                         | 19                              |        |    |                                 |                                 |

#### Challenge 5e place
|  | Demi-finales                    | Demi-finales                    |            |    | Finale                          | Finale                          |
|  | Demi-finales                    | Demi-finales                    |            |    | Finale                          | Finale                          |
|  |                                 |                                 |            |    |                                 |                                 |
|  | 14 mai 2017 - 13 h 34 UTC+02:00 | 14 mai 2017 - 13 h 34 UTC+02:00 |            |    | 14 mai 2017 - 16 h 21 UTC+02:00 | 14 mai 2017 - 16 h 21 UTC+02:00 |
|  | 14 mai 2017 - 13 h 34 UTC+02:00 | 14 mai 2017 - 13 h 34 UTC+02:00 |            |    | 14 mai 2017 - 16 h 21 UTC+02:00 | 14 mai 2017 - 16 h 21 UTC+02:00 |
|  | Fidji                           | 14                              |            |    | 14 mai 2017 - 16 h 21 UTC+02:00 | 14 mai 2017 - 16 h 21 UTC+02:00 |
|  | Fidji                           | 14                              |            |    | 14 mai 2017 - 16 h 21 UTC+02:00 | 14 mai 2017 - 16 h 21 UTC+02:00 |
|  | États-Unis                      | 24                              |            |    | 14 mai 2017 - 16 h 21 UTC+02:00 | 14 mai 2017 - 16 h 21 UTC+02:00 |
|  | États-Unis                      | 24                              | États-Unis | 24 |                                 |                                 |
|  | 14 mai 2017 - 13 h 56 UTC+02:00 |                                 | États-Unis | 24 |                                 |                                 |
|  |                                 | Samoa                           | 19         |    |                                 |                                 |
|  | Samoa                           | Samoa                           | 19         | 21 |                                 |                                 |
|  | Samoa                           |                                 |            | 21 |                                 |                                 |
|  | France                          | 19                              |            |    |                                 |                                 |
|  | France                          | 19                              |            |    |                                 |                                 |

## Bilan

### Statistiques sportives
- Meilleur marqueur du tournoi :  Perry Baker (40 points)
- Meilleur marqueur d'essais du tournoi :  Perry Baker (8 essais)
- Joueur de la finale :
- Impact Player :
- Équipe type :

### Affluences et réception populaire
Lors de la première journée, 16 227 spectateurs assistent au tournoi.